# Ginásio Poliesportivo Sebastião Rafael da Silva
O Ginásio Poliesportivo Sebastião Rafael da Silva ou Ginásio Geodésico é um ginásio poliesportivo e se localiza no bairro Cidade das Flores, no município de Osasco, São Paulo, Brasil. Nele são praticados vários esportes: basquete, futsal, handebol e vôlei.
O nome informal se refere à estrutura de domo geodésico que foi utilizada na construção do ginásio.